# Barton Fink
Barton Fink je film braće Coen iz 1991. Govori o Bartonu Finku (John Turturro), mladom strastvenom i pomalo čudnom piscu drama o društvenoj realnosti s početka četrdesetih čiji je razlog za življenje "stvoriti kazalište za običnog čovjeka", ali koji pati od spisateljske blokade i ne može se povezati s "običnim čovjekom".
Enigmatična priča filma interpretirana je kao istraživanje kreativnog djela, satira Hollywooda, herojska potraga u stilu Josepha Campbella ili čak alegorija na uspon nacizma. Braća Coen u svojem su stilu ostali tajanstveni po tom pitanju.
Barton Fink osvojio je Zlatnu palmu u Cannesu jednoglasnom odlukom, kao i nagrade za najboljeg redatelja i najboljeg glumca. Bio je to jedini film u povijesti festivala koji je pokupio ta tri priznanja. Kritičari su hvalili izvedbu Michaela Lernera u ulozi egoističnog filmskog producenta Jacka Lipnicka, a donijela mu je i nominaciju za Oscar za najboljeg sporednog glumca. Film je bio nominiran i za Oscar za najbolju scenografiju i kostimografiju.

## Radnja
Barton Fink je dramaturg i scenarist djelomično inspiriran likom i djelom dramaturga iz tridesetih Cliffordom Odetsom. Nakon uspjeha debitantske drame na Broadwayu, Bare Ruined Chiors, Fink se preseljava iz rodnog New Yorka u Los Angeles kako bi radio kao scenarist pod ugovorom za Jacka Lipnicka, šefa filmskog studija Capitol Pictures, čiji je lik temeljen na Louisu B. Mayeru iz MGM-a. Fink se useljava u otrcani Hotel Earle i počne raditi na scenariju za B-film s Wallaceom Beeryjem o profesionalnom hrvanju. No, osjeća se klaustrofobično i počne doživljavati spisateljsku blokadu. Njegov susjed Charlie Meadows, koji se opisuje kao prodavač osiguranja, često upada u Finkovu sobu navečer kako bi porazgovarali. Iako Fink tvrdi kako je fasciniran "običnim čovjekom", često doživljava Charlieja kao nepozvanog uljeza. Kasnije postaju prijatelji i pouzdanici, a Barton daje Charlieju adresu svojih roditelja u New Yorku.
Kako se Fink trudi riješiti svoje blokade, često se zagledava u sliku koja visi na zidu njegove hotelske sobe. Njegov producent, Ben Geisler predloži mu da zamoli nekog scenarista za savjet, a Burton naleti na W.P. "Billa" Mayhewa, hvaljenog romanopisca koji sada piše scenarije za filmove. Fink ne može vjerovati da je Mayhew alkoholičar i da zlostavlja svoju ljubavnicu Audrey, koja mu je praktički napisala nekoliko romana.
Kasno jedne noći, Barton nazove Audrey da mu pomogne oko scenarija; ona ga posjeti u njegovoj sobi i njih se dvoje upuštaju u intimni odnos. Nakon što se probudio, Barton ugleda kako Audrey leži mrtva u lokvi krvi do njega. Charlie mu ponudi pomoć, rekavši mu da ne zove policiju i izazove skandal, i očisti mjesto zločina. Charlie odlazi iz grada na nekoliko dana u posjet, a u međuvremenu ostavlja piscu da mu čuva paket.
Nakon što je Charlie otišao, policijski detektivi ispitaju Bartona o svojem odnosu s Charliejem, za kojeg se ispostavlja da je serijski ubojica, Karl "Ludi" Mundt, koji odrubljuje glave svojim žrtvama. Pronalaze Audreyno tijelo u blizini, ali joj je nestala glava.
Bartonova blokada konačno prolazi i on ubrzo napiše scenarij za hrvački film. Detektivi ponovno dolaze u hotel kako bi rekli da je i Mayhewu odrubljena glava i da je Fink osumnjičen. Privežu lisičinama Bartona za krevet i pokušaju uhititi Charlieja koji se taman vratio. Hodnik zahvati plamen, a Charlie ustrijeli i ubije detektive (viknuvši "Heil Hitler" prije nego što je ubio jednog od njih). Vraća se Bartonu i objasni mu svoju motivaciju za zločinima, rekavši kako je upetljao i njega jer "ti ne slušaš!" Charlie oslobodi pisca i ulazi u svoju sobu dok hotel gori oko njega. Barton napušta hotel, uzevši sa sobom misteriozni paket i svoj scenarij.
Ne uspijeva stupiti u kontakt sa svojim roditeljima u New Yorku, a tijekom sastanka Lipnick prigovori kako je Finkov scenarij preosjećajan i introsepktivan. Štoviše, optuži Bartona da nema spisateljskog talenta. Lipnick počne prijetiti kako će ga zadržati pod ugovorom u obliku nedobrovoljnog sluganstva dok ne "odraste".
U posljednjoj sceni, Barton odluta na plažu, noseći Charliejev paket. Kratko porazgovara s djevojkom u kupaćem kostimu. Dok ona gleda u ocean, zauzme istu pozu kao djevojka na slici iz Finkove sobe. Valovi udaraju, a ptica zaronjava glavom u ocean (iako su neki interpretirali kako neusiljeno pada mrtva). Počinje odjavna špica.

## Glumci
- John Turturro kao Barton Fink
- John Goodman kao Charlie Meadows
- Judy Davis kao Audrey Taylor
- Michael Lerner kao Jack Lipnick
- John Mahoney kao W.P. "Bill" Mayhew
- Tony Shalhoub kao Ben Geisler
- Jon Polito kao Lou Breeze
- Steve Buscemi kao Chet
- David Warrilow kao Garland Stanford
- Richard Portnow kao Detektiv Mastrionotti
- Christopher Murney kao Detektiv Deutsch
- Harry Bugin kao Pete

## Inspiracija
Coenovi tvrde kako je film inspiriran napadom spisateljske blokade od koje su patili tijekom pisanja scenarija za Millerovo raskrižje. Inspirirala ih je City of Nets: A Portrait of Hollywood Otta Friedricha, knjiga o povijesti filma u tridesetim i četrdesetima s naglaskom na mnoge njemačke emigrante u Los Angelesu i roman Jima Thompsona A Hell of a Woman, koji je inspirirao temu hotela kao broda duhova. Barton je bio temeljen na Cliffordu Odetsu, židovsko-američkom piscu ljevičarskih drama koji je otišao u Hollywood kako bi pisao scenarije.
W.P. Mayhew je kombinacija romanopisaca 'Izgubljene generacije' Williama Faulknera i F. Scotta Fitzgeralda, koji su otišli u Hollywood kako bi pisali scenarije za filmove, ponajviše zbog financijskih problema (Fitzgerald je, kao i Mayhew, morao osigurati svojoj ženi smještaj i njegu u umobolnicama), samo kako bi se borili sa zalazom karijera i alkoholizmom. Faulkner je čak radio, iako je ostao nepotpisan, na hrvačkom filmu nazvanom Flesh u kojem je nastupio Wallace Beery.

## Soundtrack
Kao i za sve filmove braće Coen, glazbu je skladao Carter Burwell. Moderna klasična glazba je u prirodi eksperimentalna, uz korištenje neuštimanih klavira, pisaćih strojeva i zvuka tekuće vode.
Pjesme u filmu uključuju "For Sentimental Reasons", "Old Black Joe" (koju pjeva pijani lik Johna Mahoneyja) i "Down South Camp Meeting". Nijedna se nije pojavila na soundtrack albumu koji je 1996. objavio TVT Records, zajedno s izabranim pjesmama Burwellove glazbe za Fargo.

### Popis pjesama
1. "Fade In" – 1:08
2. "Big Shoes" – 1:33
3. "Love Theme from Barton Fink" – 1:21
4. "Barton In Shock" – 1:58
5. "Typing Montage" – 2:11
6. "The Box" – 3:06
7. "Barton In Flames" – 0:57
8. "Fade Out - The End" – 3:37
  - Selekcije s Barton Finka čine osam posljednjih pjesama od njih 24 na CD-u koji je 1996. objavio TVT Records; prvih šesnaest pjesama su sa sountracka za Fargo.

## Vanjske poveznice
- Barton Fink u internetskoj bazi filmova IMDb-a
- Barton Fink na Rotten Tomatoes